# Tiber
Tiber (tiếng Latinh: Tiberis, tiếng Ý: Tevere) là dòng sông chính ở thủ đô Roma, là con sông dài thứ ba ở Ý cũng như là con sông dài nhất tại miền Trung của quốc gia này. Sông bắt nguồn từ dãy núi Appennini ở Emilia-Romagna, có chiều dài 406 km (252 dặm) từ Umbria và Lazio, hợp với sông Aniene ở khu vực hạ lưu và đổ ra biển Tyrrhenum tại cửa sông nằm giữa khu vực Ostia và Fiumicino.
Đây chính là con sông quan trọng nhất gắn liền với lịch sử, văn hóa, và kinh tế của cư dân thành Roma, nuôi dưỡng và định hình nên nền Văn minh La Mã cổ đại rực rỡ. Ngoài vai trò cơ bản là cung cấp nguồn nước sạch để sinh hoạt và phát triển nông nghiệp trù phú, Tiber đã từng là tuyến thủy lộ "cửa ngõ" sơ khởi quan trọng nhất cho phép thành Roma tham gia vào tuyến giao thương hàng hải, từ đó làm bàn đạp để quân đội La Mã tiến hành những cuộc chiến tranh chinh phạt và bành trướng lãnh thổ tạo lập nên Đế quốc La Mã hùng mạnh, bá chủ khắp khu vực Địa Trung Hải lúc bấy giờ.
Con sông bắt nguồn từ đỉnh Fumaiolo ở miền trung nước Ý và chảy theo hướng Nam đi qua Perugia và Roma và gặp biển tại Ostia, với lưu vực khoảng 17.375 km vuông. Cổ xưa được gọi với cái tên flavus trong tiếng Latinh có nghĩa là "vàng óng", chỉ đến màu sắc của nước sông này, dòng Tiber được gia cố mạnh tại cửa sông khoảng 3 cây số (2 dặm) từ thời La Mã, rời khỏi thành cảng cổ đại Ostia 6 cây số (4 dặm) trong đất liền. Tuy vậy, Tiber không tạo thành một vùng đồng bằng theo tỷ lệ cân xứng, do dòng biển chảy từ phía bắc mạnh sát bờ biển, bờ biển dốc đứng và quá trình sụt lún kiến tạo chậm.
Bên cạnh vai trò lịch sử, dòng Tiber nổi tiếng và được biết đến nhiều nhất ở đoạn chảy xuyên qua trung tâm lịch sử thành Roma cùng đầy rẫy những di tích và công trình nổi tiếng dọc theo xung quanh hai bên bờ với nhiều cây cầu quan trọng bắt ngang, tiêu biểu nhất có thể kể đến là Cầu Thiên Thần, Lâu đài Thiên Thần, Đại vương cung thánh đường Thánh Phêrô Vatican, đảo Tiberina (khúc cạn tự nhiên duy nhất của dòng sông) và phố cổ Trastevere, trở thành một trong những đề tài cảm hứng quan trọng cho thơ văn, hội họa và nghệ thuật ở Thành phố vĩnh hằng xuyên suốt nhiều thế kỷ.

## Nguồn chảy

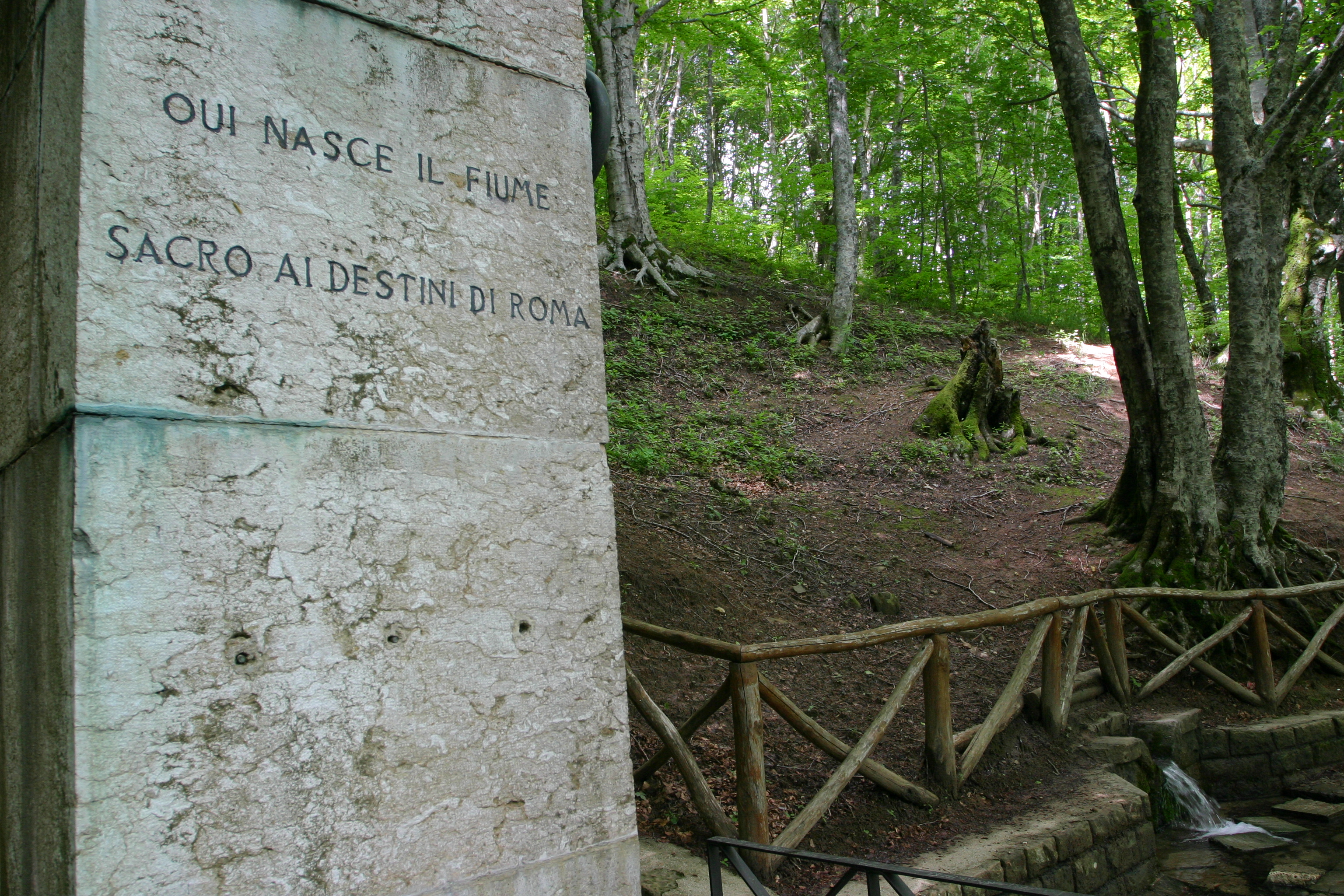
Cột đá cẩm thạch La Mã được Mussolini dựng tại đầu nguồn Tiber

## Từ nguyên học

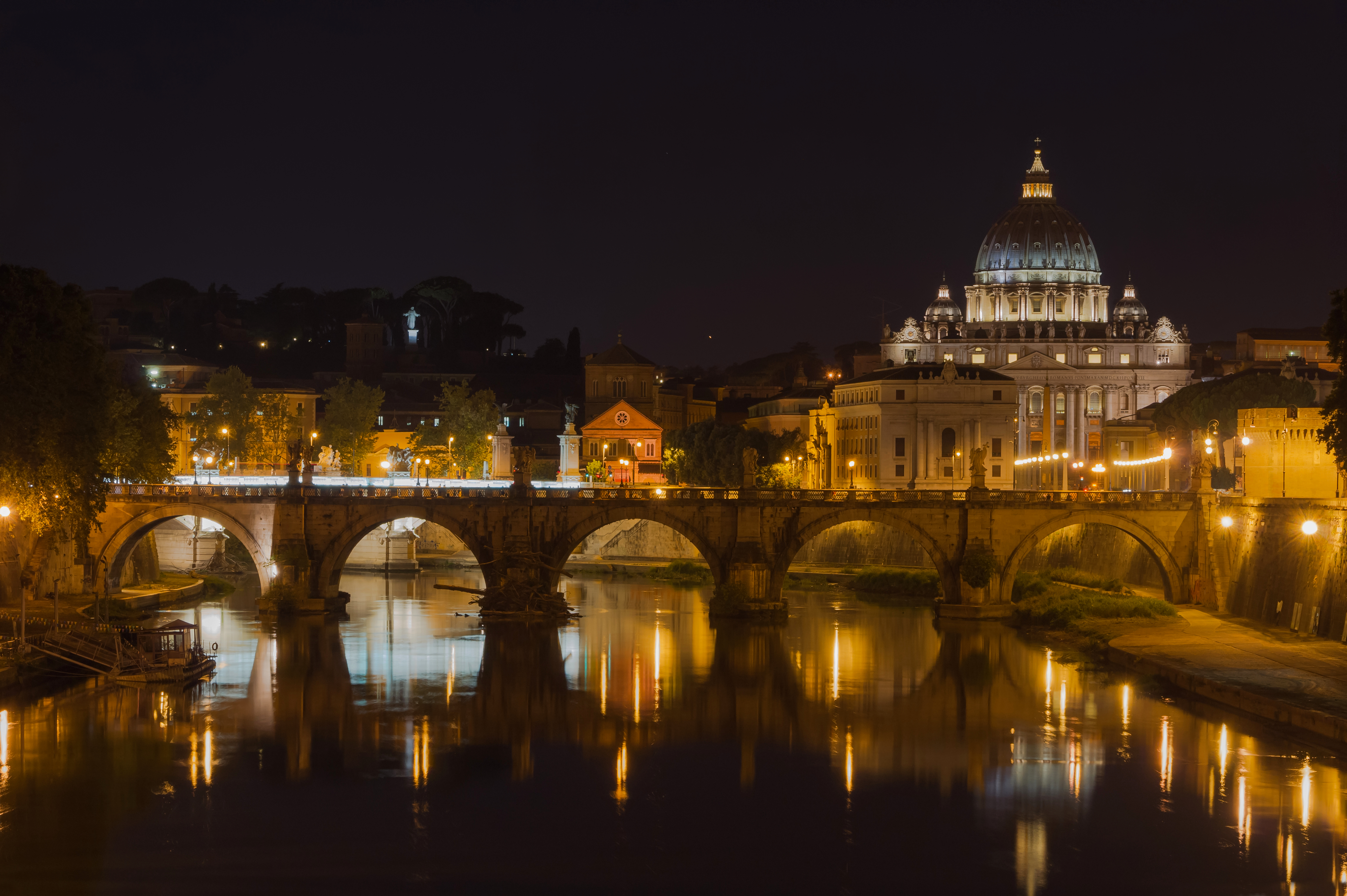
Cảnh sông Tiber hướng về Thành Vatican buổi đêm.

## Lịch sử

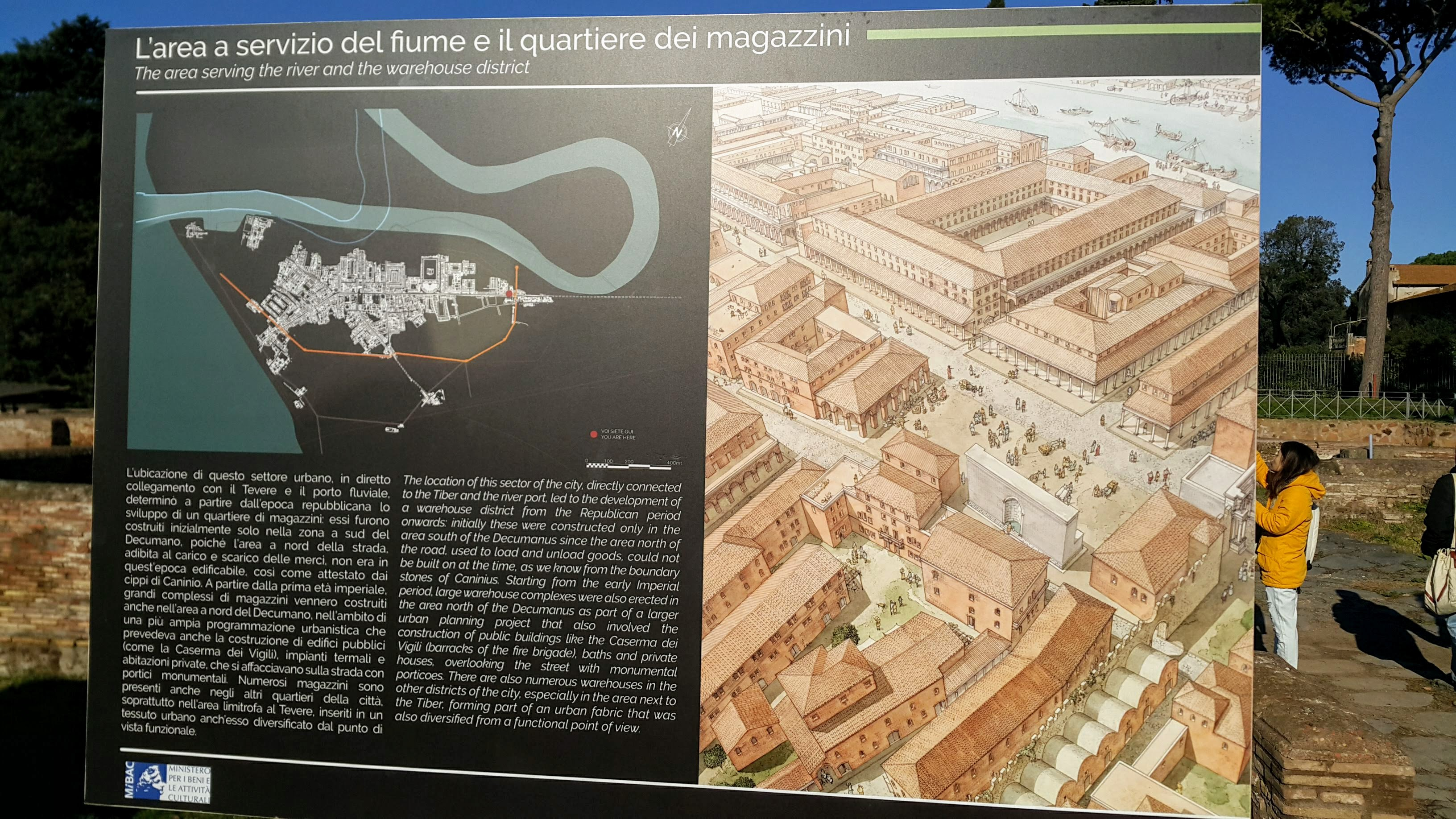
Bản đồ miêu tả khu vực cảng thương mại và nhà kho tại khu khảo cổ tàn tích Ostia cổ đại, nay thuộc địa phận Quận 10, Roma.

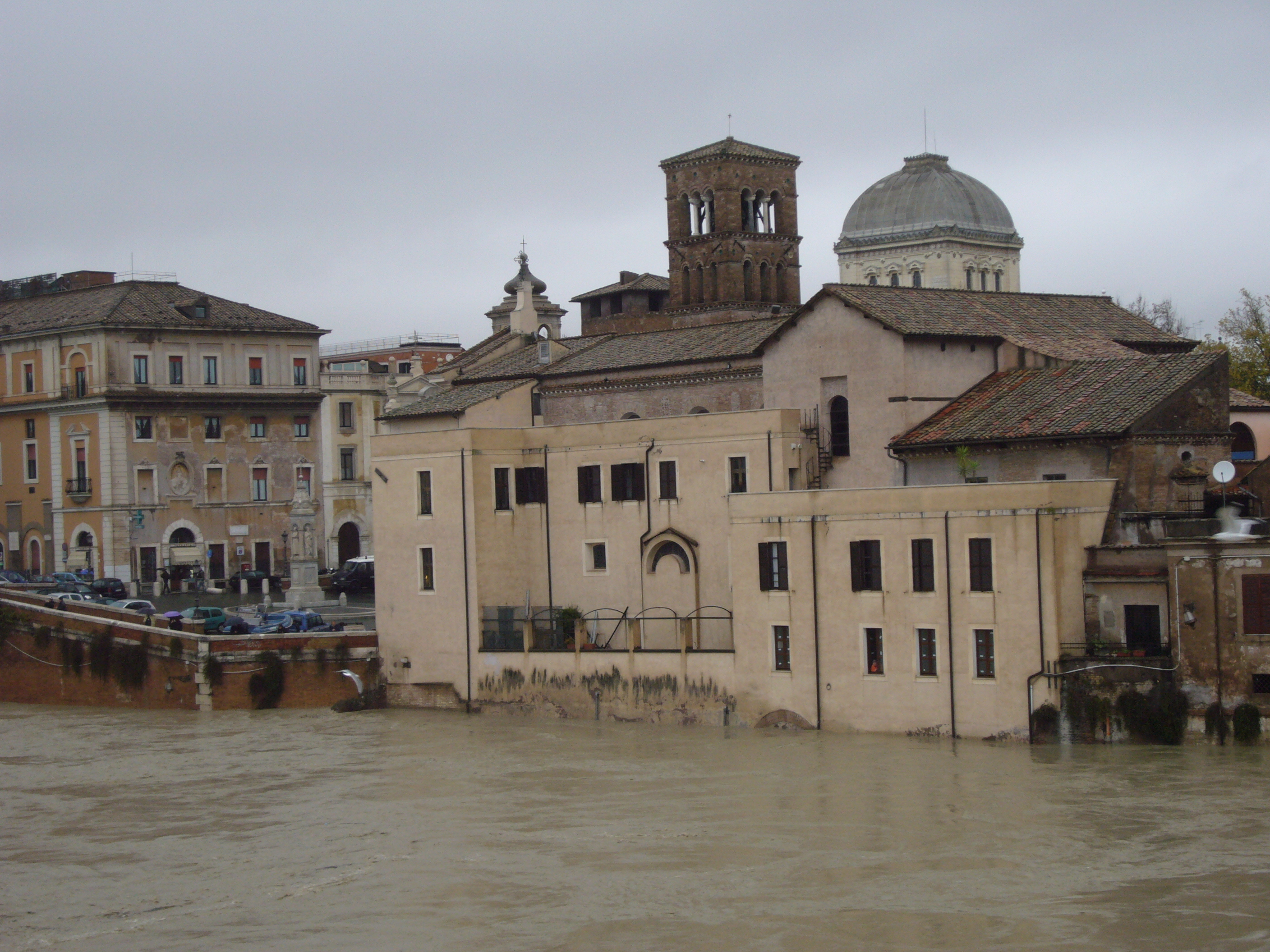
Mực nước dâng cao nhất trong hơn 40 năm, 13 tháng 12 2008, tại đảo Tiberina.

## Nhân cách hóa

Thư viện ảnh liên quan đến dòng sông Tiber
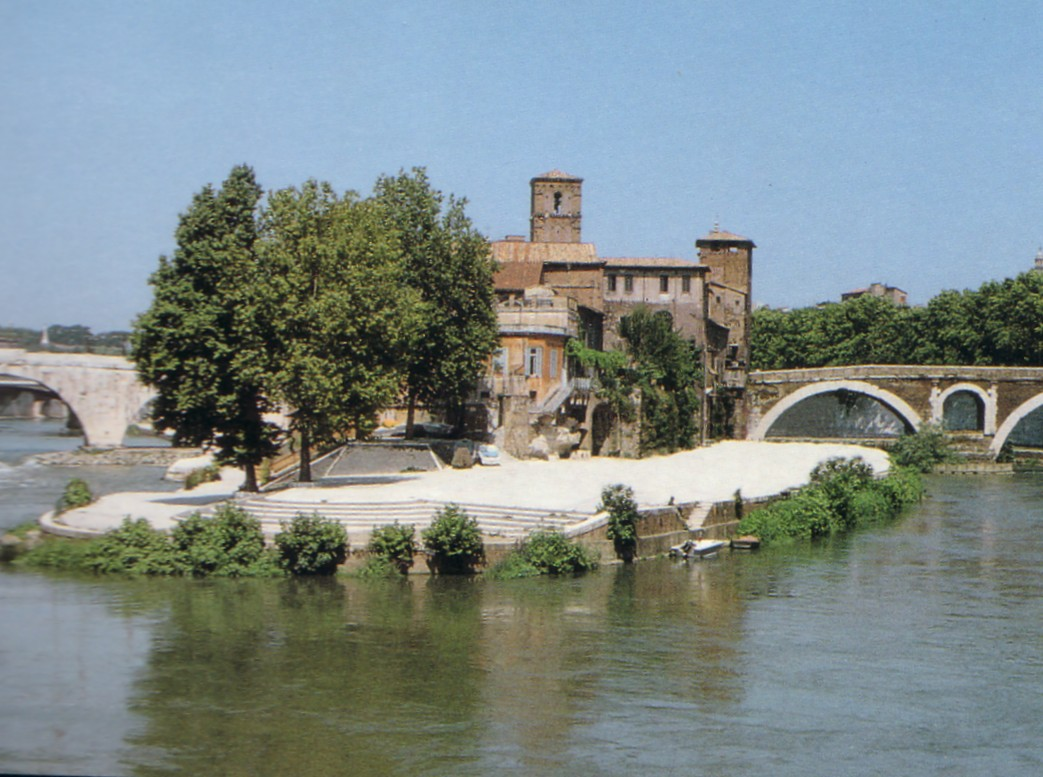
Đảo Tiberina là khúc cạn nổi tự nhiên duy nhất giữa dòng sông Tiber ở khu vực trung tâm thành phố
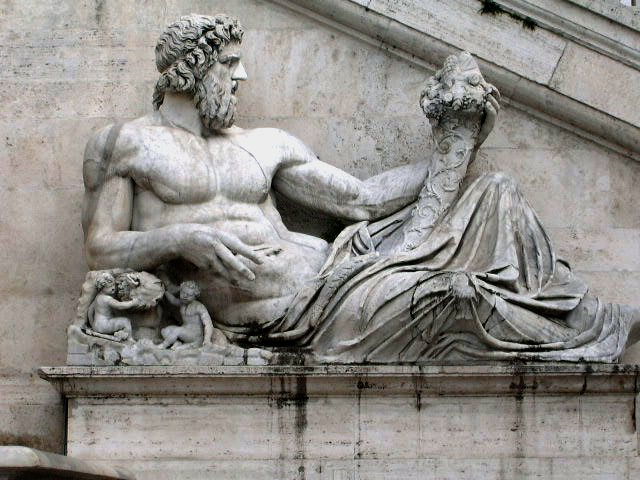
Thần thoại La Mã mô tả sông Tiber dưới tư cách của một vị nam thần tên Tiberinus cầm một sừng kết hoa quả (tượng trưng cho sự phong phú dồi dào), tượng tại Đồi Capitolinus, Roma
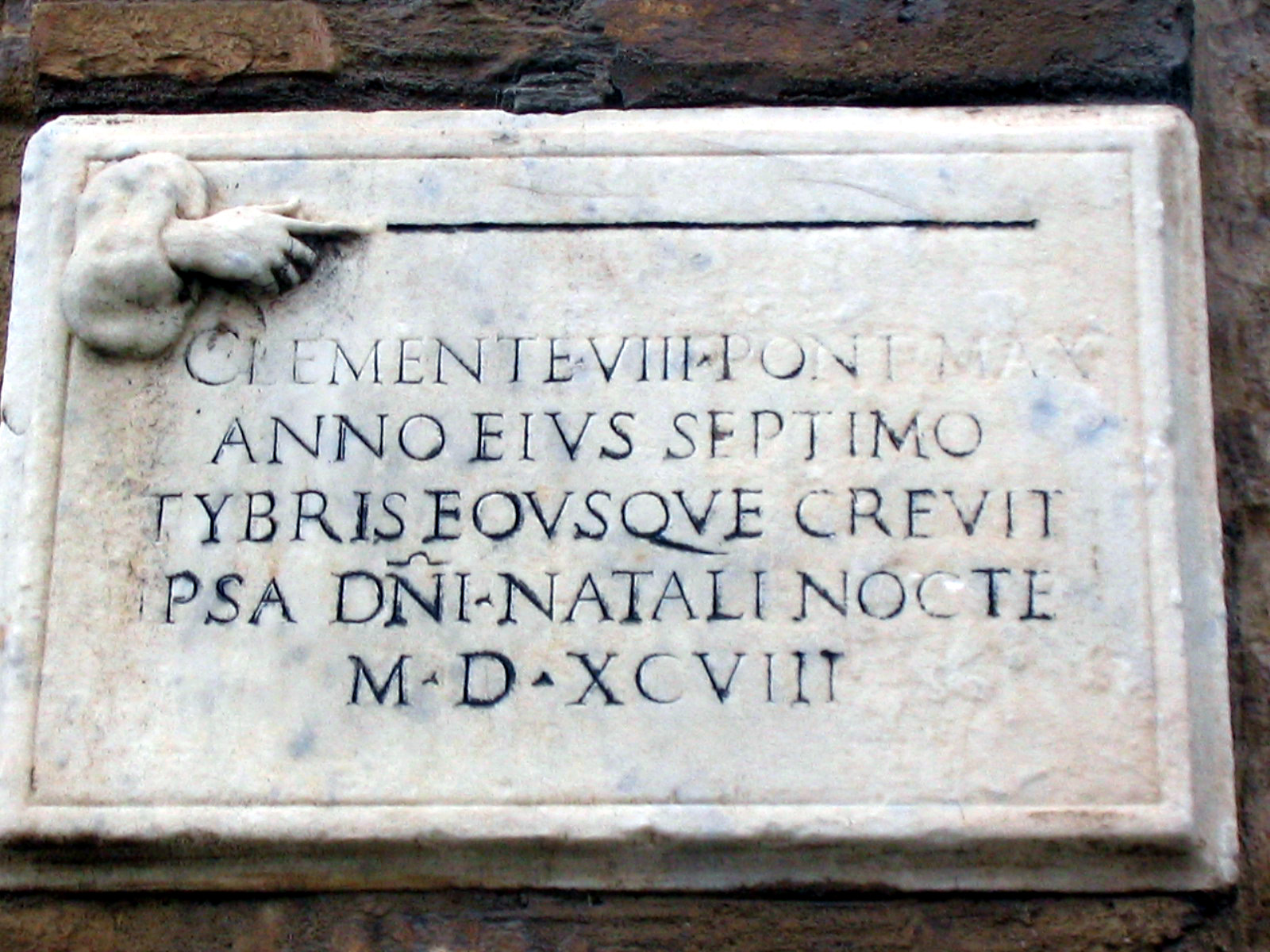
Bảng dấu tích lũ lụt năm 1598 tại Roma, trên cột đá tại Bệnh viện Chúa Thánh Thần gần Nhà thờ Thánh Phêrô Vatican
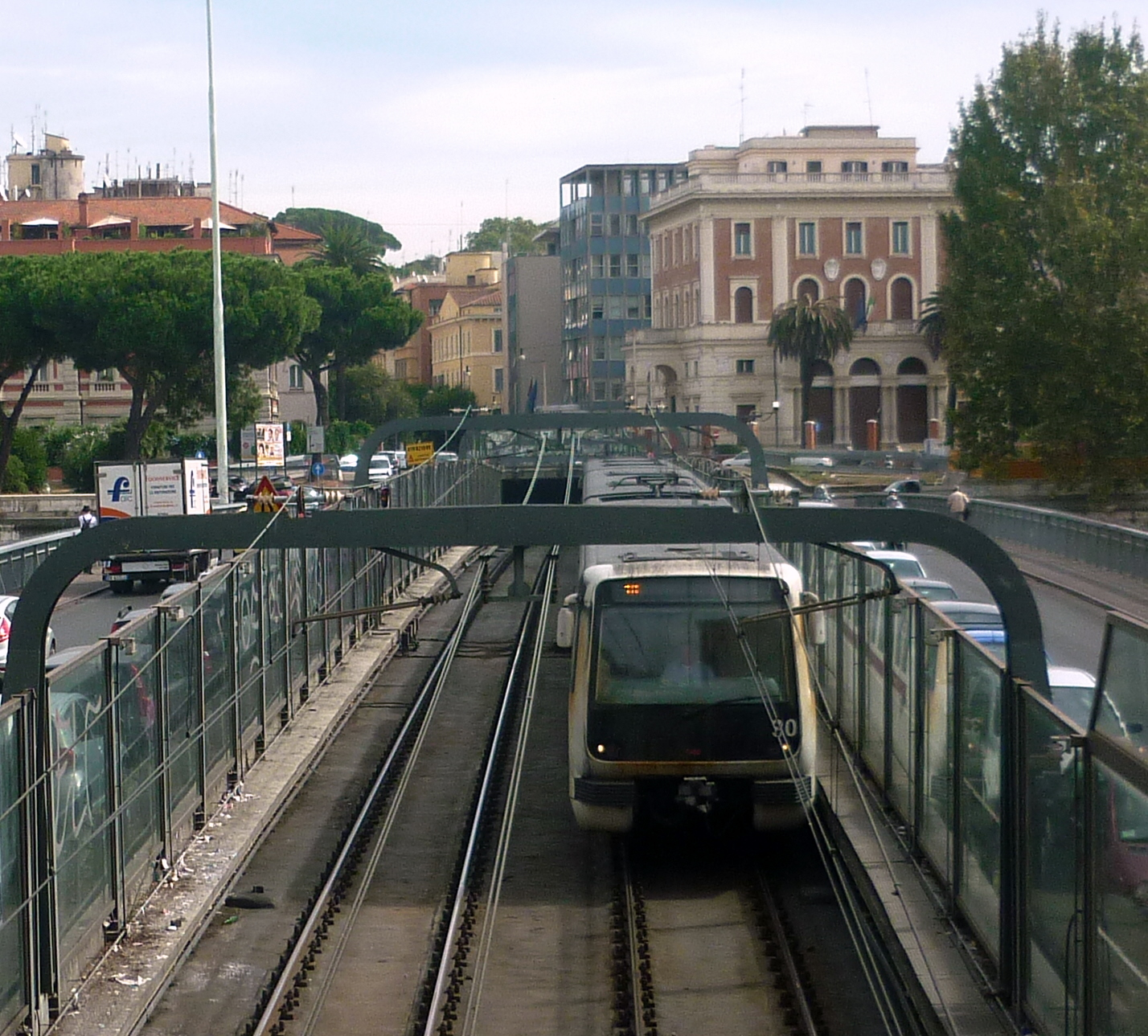
Cầu Pietro Nonni, nối giữa 2 nhà ga tàu điện ngầm Metro Tuyến A là Flaminio với Lepanto
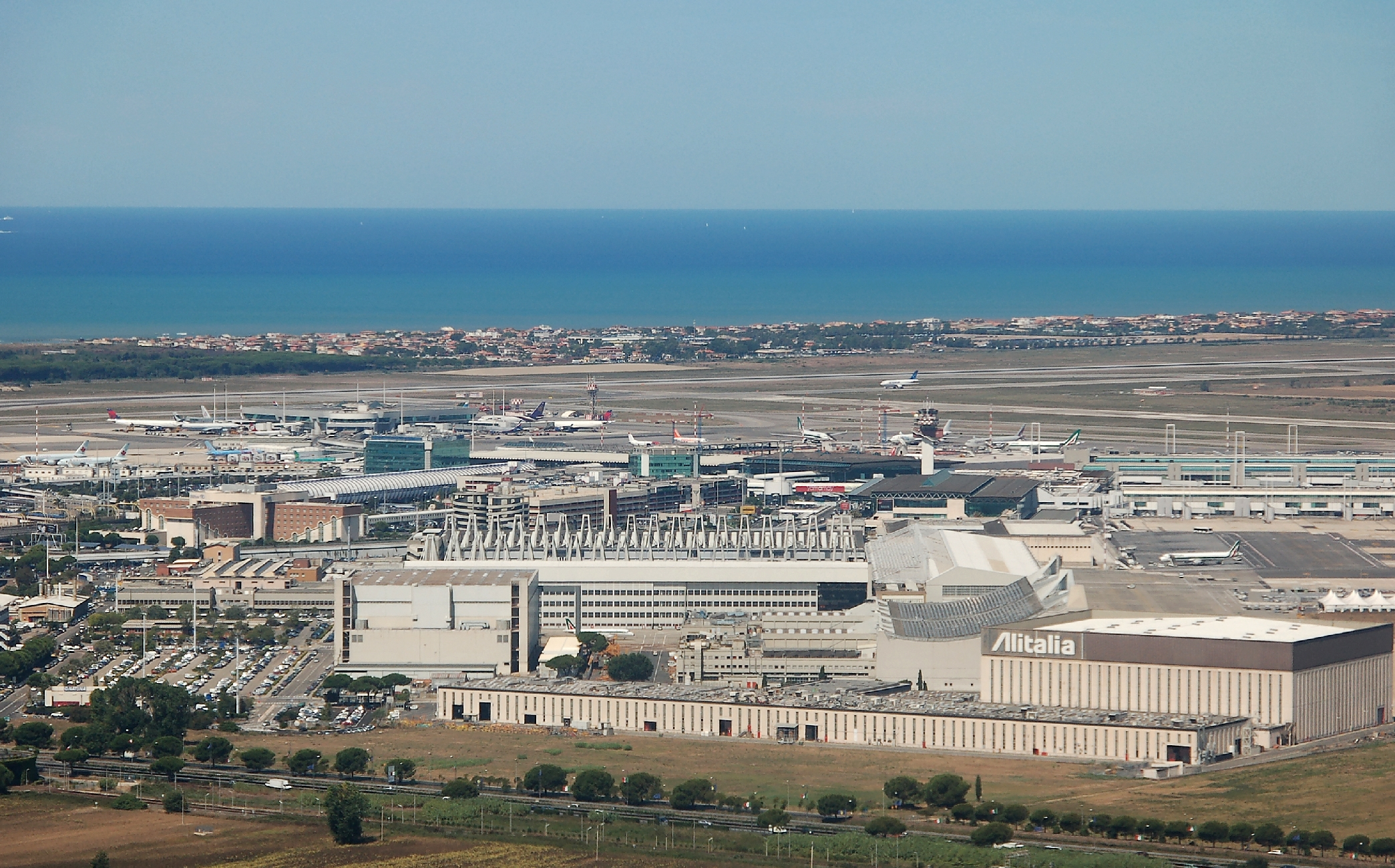
Phi trường Leonardo da Vinci Fiumicino tọa lạc gần cửa sông Tiber

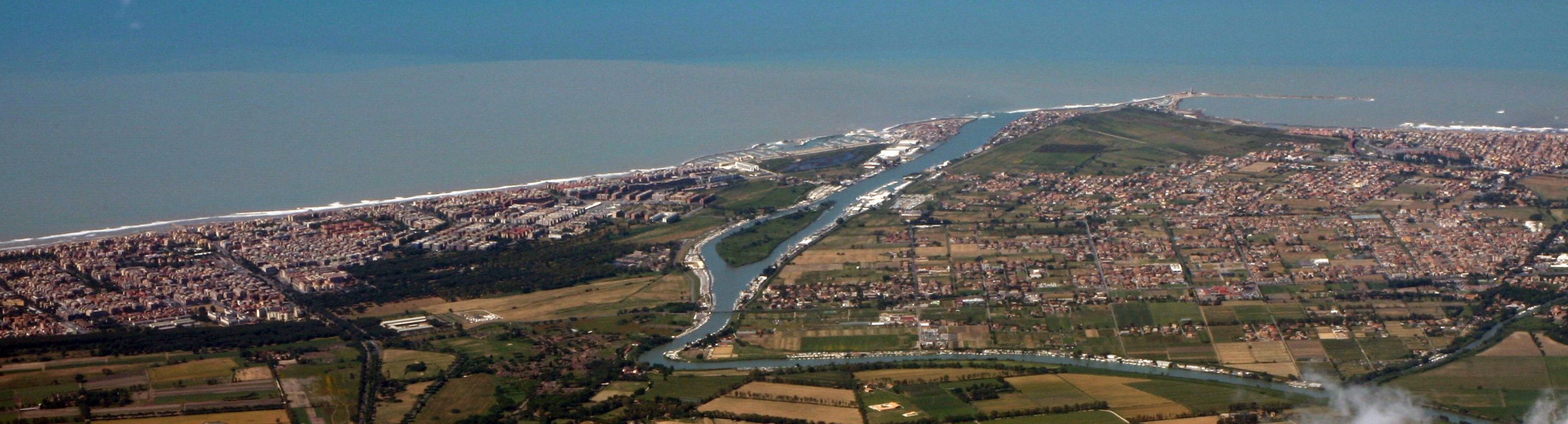
Toàn cảnh cửa sông Tiber đổ ra biển Tyrrhenum của Địa Trung Hải, phân định ranh giới giữa Quận Ostia thuộc thủ đô Roma (ở bên trái) và huyện Fiumicino (ở phía bên phải) nơi có phi trường quốc tế nổi tiếng.